# John Lesher (basketballer)
John Curtis Lesher is een Amerikaans voormalig basketballer en basketbalcoach.

## Carrière
Lesher volgde High School op Claymont High School en speelde er onder andere basketbal, baseball en veldlopen. Lesher slaagde erin op 12 januari 1962, voor het eerst sinds 1938 en Buddy Townsend van Lord Baltimore, om meer dan 1000 punten te maken in de staat Delaware op High School. In de seizoenen 1960/61 en 1961/62 werd hij topschutter van de staat, in dat laatste seizoen met 540 punten. In 1962 kreeg hij een vierjarige beurs om collegebasketbal te spelen voor de West Virginia Mountaineers van de West Virginia University tevens studeerde hij business administration. Hij kwam er terecht onder coach George King en Quentin Barnette, hier speelde hij het eerste seizoen in de freshman-ploeg. In 1965 werd hij verkozen tot Southern Conference All-Tournament First Team en het jaar erop werd hij Southern Conference All-Conference Second Team.
In 1966 werd hij gedraft door de Sunbury Mercuries uit de Eastern Basketball League. Na college toerde hij met een College All-star team over de wereld en speelde tegen lokale ploegen. In 1967 werd hij profbasketballer in het Belgische basketbal bij BUS Lier waar hij tussen 1967 en 1973 speler-coach was. In 1971 en 1972 werd hij met de club landskampioen. Na zijn spelerscarrière ging hij werken als leerkracht. In 1995 werd hij opgenomen in de Delaware Sports Museum and Hall of Fame. In 2012 werd hij ereconsul van de stad Lier, een eer die meestal werd toegekend aan uitgeweken Lierenaren.

## Privéleven
Leshers vader Herbert Lesher was een ingenieur en zijn moeder heette Lois, hij had daarnaast nog drie broers en twee zussen die ook allen sportief waren. Leshers zoon Brian Lesher werd een profhonkballer en is geboren in België, ook zijn andere zoon Michael was een atleet. John heeft vijf kleinkinderen die ook allen sportieve successen kenden.

## Erelijst
- Southern Conference All-Tournament First Team: 1965
- Southern Conference All-Conference Second Team: 1966
- Belgisch landskampioen: 1971, 1972
- Delaware Sports Museum and Hall of Fame: 1995